# Daisuke Suzuki
Daisuke Suzuki (Tokio, 29. siječnja 1990.) japanski je nogometaš.

## Klupska karijera
Igrao je za Albirex Niigata, Kashiwa Reysol i Gimnàstic Tarragona.

## Reprezentativna karijera
Za japansku reprezentaciju igrao je od 2013. do 2014. godine, odigravši 2 utakmice.
S U-23 japanskom reprezentacijom je igrao na Olimpijskim igrama 2012.

## Statistika
| Japan  | Japan | Japan |
| Godina | Nast. | Gol.  |
| ------ | ----- | ----- |
| 2013.  | 1     | 0     |
| 2014.  | 1     | 0     |
| Ukupno | 2     | 0     |

## Vanjske poveznice
- National Football Teams
- Japan National Football Team Database